# أبو فناجين
أبو فناجين هو غدير، في غرب ناحية بصية بقضاء السلمان بمحافظة المثنى، بصحراء الحجرة بالبادية العراقية، جنوب العراق.